# Giovanni Michiel
Giovanni Michiel (Venezia, 1446 – Roma, 11 aprile 1503) è stato un cardinale italiano, noto anche come il cardinale di Verona o di Santa Lucia o di Sant'Angelo.

## Biografia
Proveniente da una delle più nobili famiglie di Venezia, era figlio di Lorenzo di Tomà Michiel del ramo "di San Trovaso" e di Nicolosa di Nicolò Barbo, sorella del futuro papa Paolo II. Era cugino del cardinale Giovanni Battista Zeno.
Portato dallo zio a Roma, risiedeva nel Palazzo Apostolico del Vaticano e ivi fu allevato, assieme al cugino Giovanni Battista. L'elezione dello zio al soglio pontificio lo favorì moltissimo; nel 1465 fu nominato abate commendatario di Santa Maria in Silvis a Sesto al Reghena e nel 1467 del monastero di Bosco presso l'Aquila e di San Fermo il Piccolo presso Verona. Tutti e tre le commende in precedenza erano state tenute dallo zio papa.

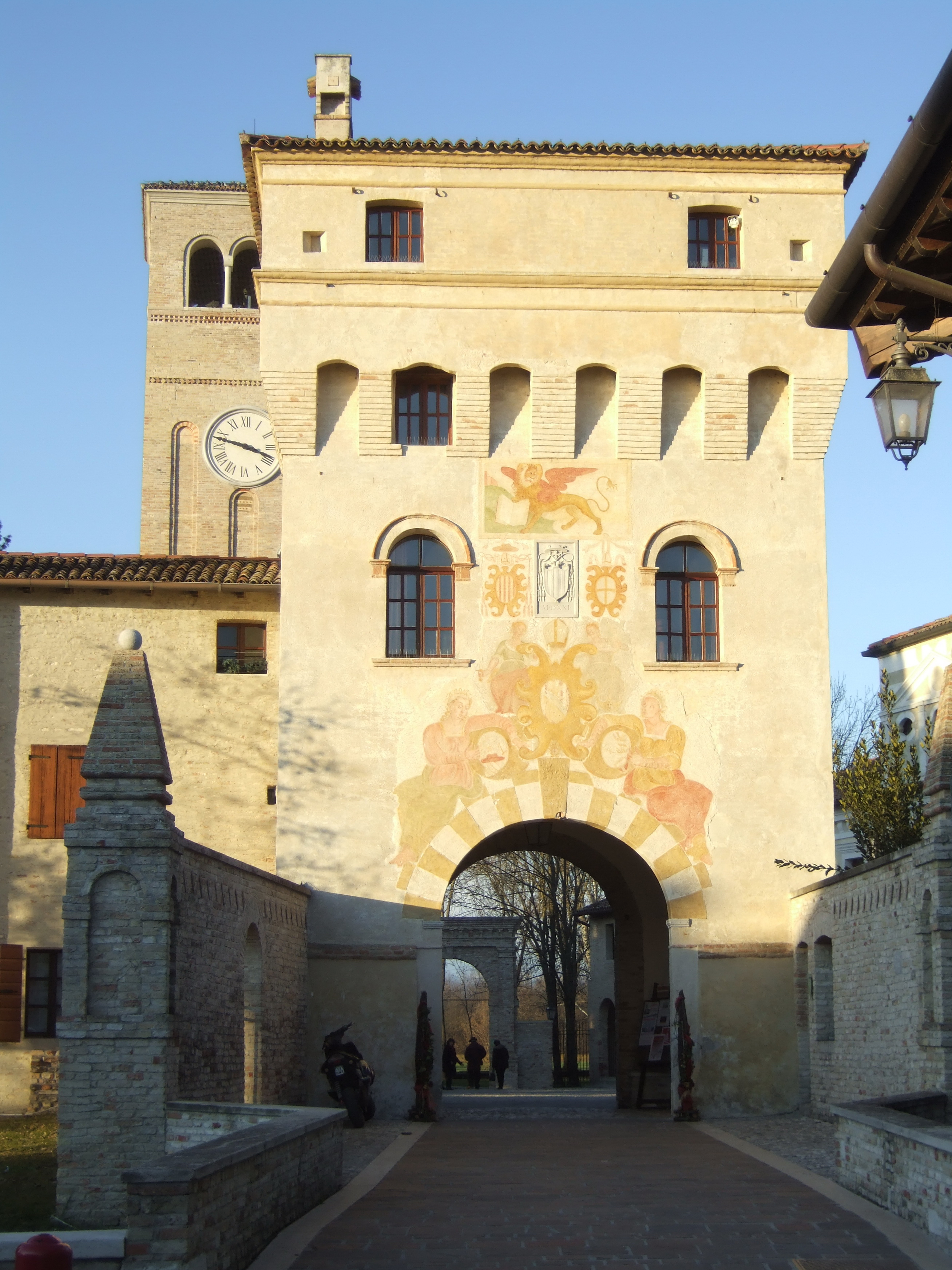
Torrione di ingresso all'abbazia di Santa Maria in Silvis di Sesto al Reghena. A sinistra si può notare lo stemma di Giovanni Michiel con il cappello cardinalizio

Fu creato cardinale nel concistoro del 21 novembre 1468 e ricevette il titolo cardinalizio di Santa Lucia in Septisolio. Nel 1470 optò per il titolo cardinalizio di Sant'Angelo in Pescheria.
Fu nominato vescovo di Verona in commendam il 18 marzo 1471, ma non riuscì a prendere subito possesso della propria sede a causa dei contrasti tra Venezia e la Santa Sede. Dal 1497 al 1503 fu abate della pieve di Isola della Scala (VR). 

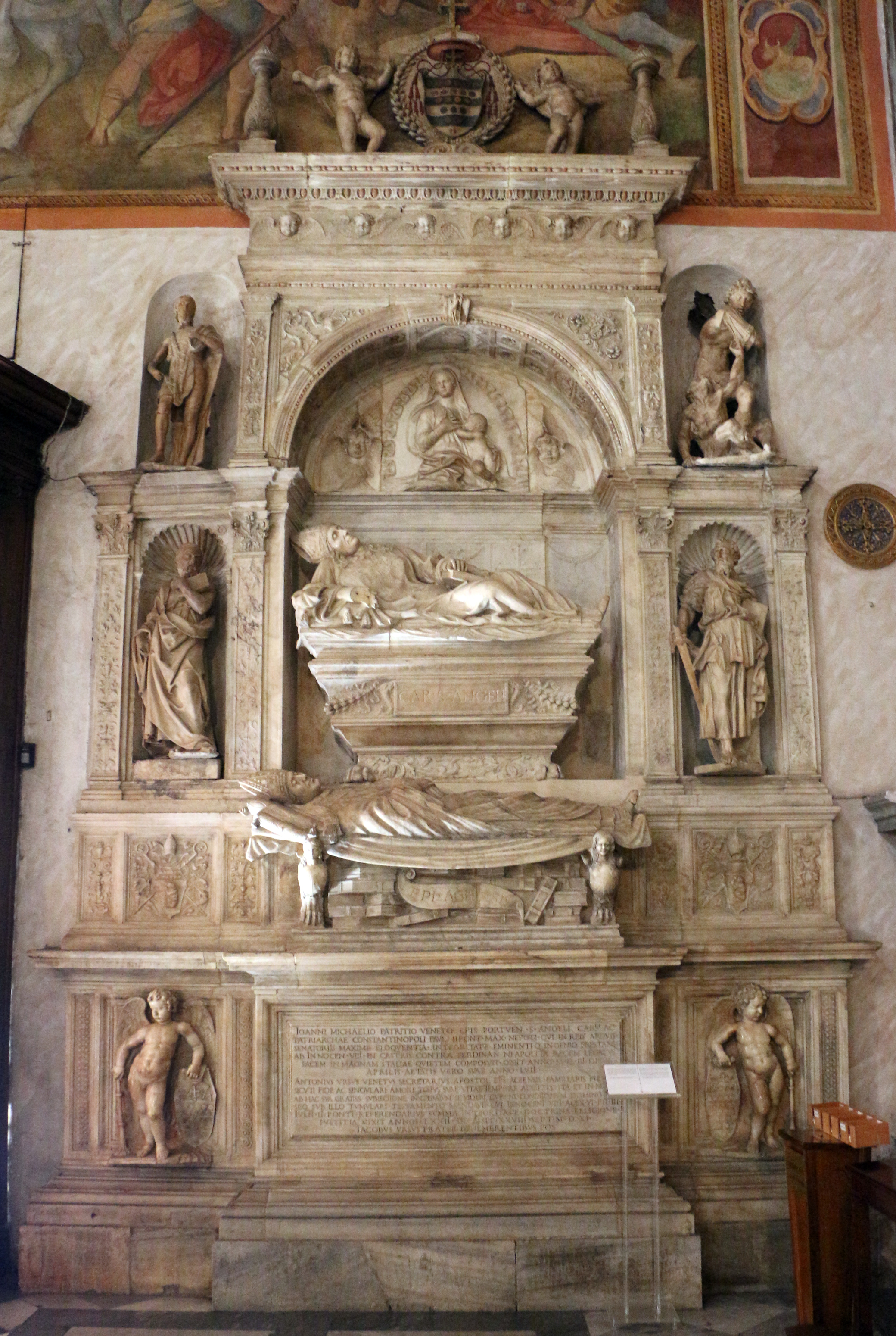
Roma - chiesa di San Marcello al Corso - Monumento funebre del cardinal Michiel.

Partecipò al conclave del 1471 che elesse papa Sisto IV. Negli anni successivi fu nominato abate commendatario di vari monasteri: di quello benedettino di Santa Trinità nella diocesi veronese, di quello benedettino di Tiana nella diocesi di Oristano (26 novembre 1473) e di quello benedettino di Santa Maria di Sania nella diocesi di Nocera Umbra (24 luglio 1476). Durante la peste del 1476, lasciò Roma con il papa e lo accompagnò prima a Viterbo e poi a Foligno. Rientrò a Roma con il papa il 23 ottobre dello stesso anno.
Nel 1484 optò per il titolo di San Marcello e tenne in commendam anche la diaconia di Sant'Angelo in Pescheria, che mantenne fino alla morte.
Partecipò al conclave del 1484 che elesse papa Innocenzo VIII. Il 15 settembre 1484 succedette al nuovo papa come camerlengo del Sacro Collegio dei Cardinali per i rimanenti mesi dell'anno; fu comunque confermato anche per l'anno successivo.

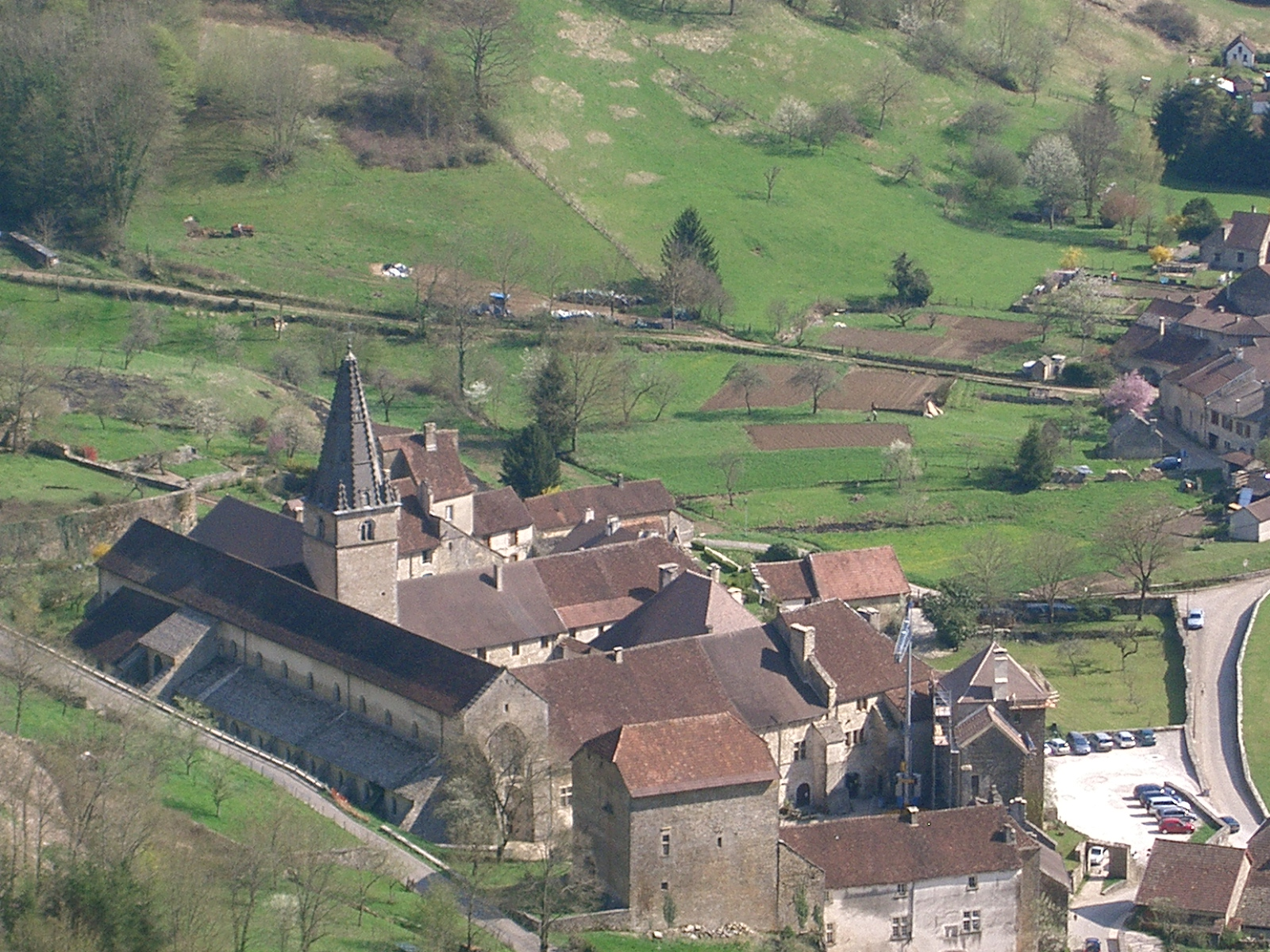
Veduta aerea della abbazia benettina di San Pietro a Baume-les-Messieurs

Successivamente fu nominato vescovo di Padova, ma Venezia oppose il proprio veto e sequestrò tutti i beni del cardinale nel territorio della repubblica, tanto che nel marzo 1487 il Michiel rassegnò le dimissioni senza aver mai preso possesso della sede.
Il 5 giugno 1486 fu nominato legato a latere delle Province del Patrimonio di San Pietro e dei castelli e delle fortezze della Santa Sede. Fu ispettore dell'armata papale durante la guerra contro re Ferdinando I di Napoli e successivamente fu incaricato di portare avanti i negoziati con il re per un trattato di pace, che fu siglato l'11 agosto 1487.
Il 14 marzo 1491 optò per la sede suburbicaria di Albano; il 10 ottobre 1491 optò per sede suburbicaria di Palestrina.
Partecipò al conclave del 1492 e fu anche uno dei candidati più papabili; alla fine fu eletto papa Alessandro VI, che il 31 agosto 1492 lo nominò vescovo di Porto e Santa Rufina, come promesso per avere il voto durante il conclave. Abate commendatario della abbazia benedettina di San Pietro a Baume-les-Messieurs dal 1494 al 1497.
All'arrivo delle truppe francesi (27 maggio 1495) abbandonò Roma per Orvieto al seguito del papa e con altri cardinali, così da non incontrare Carlo VIII. Il 23 gennaio 1497 fu nominato patriarca latino di Costantinopoli, carica che mantenne fino alla morte.

### Morte
Morì avvelenato alle 3 dell'11 aprile 1503, dopo due giorni di agonia. Dell'avvelenamento fu accusato il cuoco, che venne fatto giustiziare da papa Alessandro VI, il quale ne incamerò i beni. Della morte di Michiel la voce popolare accusò Cesare Borgia, anche se nulla fu provato di certo.
È sepolto nella chiesa di San Marcello al Corso in Roma.